# Markus Heppke
Markus Heppke (Essen, 11 de abril de 1986) es un futbolista alemán que juega de centrocampista en el SpVg Schonnebeck de la Oberliga Baja Renania de Alemania.

## Carrera
Tenía 20 años cuando debutó en la Bundesliga en una visita al Energie Cottbus el 18 de noviembre de 2006. Hepke formó parte del equipo juvenil del Schalke, logrando el campeonato juvenil de 2005.

## Trayectoria
| Club                      | País     | Año       |
| ------------------------- | -------- | --------- |
| FC Schalke 04 II          | Alemania | 2005-2006 |
| FC Schalke 04             | Alemania | 2006-2008 |
| Rot-Weiß Oberhausen       | Alemania | 2009-2010 |
| Wuppertaler SV Borussia   | Alemania | 2010-2011 |
| Rot-Weiss Essen           | Alemania | 2011-2014 |
| SV Hönnepel-Niedermörmter | Alemania | 2014-2016 |
| SpVg Schonnebeck          | Alemania | 2016-     |